# Лоюк, Анатолий Николаевич
Анатолий Николаевич Лоюк (укр. Анатолій Миколайович Лоюк, позывной — Хищник; 19 января 1997, Росоша — 31 марта 2023, Авдеевка) — украинский военнослужащий, майор, участник российско-украинской войны. Герой Украины (2024, посмертно).

## Биография
Анатолий Лоюк родился 19 января 1997 года в селе Росоша Винницкой области. С детства мечтал стать военным, поэтому после окончания школы поступил в Национальную академию Национальной гвардии Украины, которую окончил в 2018 году.
После выпуска служил в 1-й Президентской бригаде оперативного назначения имени гетмана Петра Дорошенко, а затем был переведён в отдельный отряд специального назначения «Омега» Национальной гвардии Украины. Занимал должность командира 2-й боевой группы 3-й группы специального назначения воинской части 3001.
С началом полномасштабного вторжения России в Украину в 2022 году принимал участие в обороне и освобождении Киевской области, а также выполнял боевые задачи на востоке Украины.
31 марта 2023 года в районе населённого пункта Авдеевка Донецкой области во время выполнения боевого задания получил смертельное осколочное ранение в результате артиллерийского обстрела. Похоронен в родном селе Росоша.

## Награды
- Звание «Герой Украины» с удостоением ордена «Золотая Звезда» (28 июня 2024, посмертно) — за личное мужество и героизм, проявленные в защите государственного суверенитета и территориальной целостности Украины, верность военной присяге[1].